# Eclipse Foundation
La Eclipse Foundation è un'organizzazione senza scopo di lucro che si concentra sulla promozione e lo sviluppo di tecnologie open source. Fondata nel 2004, l'Eclipse Foundation è nota principalmente per il suo ambiente di sviluppo integrato (IDE) chiamato Eclipse IDE, ma gestisce anche un ampio spettro di progetti software open source in vari settori.
Le iniziative dell'Eclipse Foundation coinvolgono comunità di sviluppatori, aziende e organizzazioni che collaborano per sviluppare software innovativo. Una delle caratteristiche distintive è la sua struttura di governance aperta, che favorisce la partecipazione e la trasparenza. L'obiettivo è fornire una piattaforma e un ecosistema in cui gli sviluppatori possono creare, collaborare e implementare progetti software di alta qualità.
Oltre all'Eclipse IDE, alcuni progetti noti ospitati dalla Eclipse Foundation includono Eclipse Modeling Framework (EMF), Eclipse Platform, Eclipse Jetty (un server web e servlet container), Eclipse Vert.x (una piattaforma reattiva per lo sviluppo di applicazioni), e molti altri.

## Storia
Il progetto Eclipse fu originariamente creato da IBM nel novembre 2001 e ricevette il supporto di un consorzio di fornitori di software.
La Eclipse Foundation fu fondata nel gennaio 2004 come organizzazione indipendente senza scopo di lucro, incaricata di fungere da custode della comunità Eclipse. La creazione di questa organizzazione indipendente senza scopo di lucro mirava a consentire l'istituzione di una comunità attorno a Eclipse che fosse neutrale rispetto ai fornitori, aperta e trasparente.

## Eclipse Adoptium[2]
Il progetto Eclipse Adoptium ha come missione la produzione di runtime Java di alta qualità e tecnologie associate. Gestito dalla Eclipse Foundation e collaborando strettamente con OpenJDK, mira a soddisfare le esigenze della comunità Eclipse, offrendo tecnologie integrate con gli standard, le infrastrutture e le piattaforme cloud esistenti.
Nato nel 2017 come AdoptOpenJDK, è diventato un fornitore leader di binari OpenJDK di alta qualità per una varietà di utilizzi. Il progetto Eclipse Adoptium prosegue questa missione.